# Hendrichovce
Hendrichovce este o comună slovacă, aflată în districtul Prešov din regiunea Prešov. Localitatea se află la altitudinea de 427 m deasupra n.m., se întinde pe o suprafață de 4,22 km2 și în 2017 număra 241 de locuitori. Se învecinează cu comuna Bertotovce.

## Istoric
Localitatea Hendrichovce este atestată documentar din 1320.

## Demografie
| An:                | 1994 | 2004   | 2014    | 2024    |
| ------------------ | ---- | ------ | ------- | ------- |
| Număr de persoane: | 208  | 217    | 246     | 287     |
| Diferență:         |      | +4,32% | +13,36% | +16,66% |

| An:                | 2023 | 2024   |
| ------------------ | ---- | ------ |
| Număr de persoane: | 273  | 287    |
| Diferență:         |      | +5,12% |